# Vicente Folch y Juan
Juan Vicente Folch y Juan (Reus, España 1754–La Habana,Capitanía General de Cuba, 1829) fue un militar español.

## Biografía
Nacido en Reus, cursó estudios de matemáticas e ingeniería en la Real Academia Militar de Barcelona. Alcanzó el grado de subteniente del 2º Regimiento de Infantería Ligera de Cataluña en el ejército español en 1771, interviniendo en la defensa de Melilla (1774-1775) y el ataque de castigo de Argel (1775), donde también participaron Bernardo de Gálvez y su tío Esteban Rodríguez Miró, procedentes ambos de sus puestos en Nueva España. Continuó su carrera militar en el asedio de Gibraltar (1780). Finalmente, Folch fue destinado a Nueva España en 1780. Folch participó en el Ejército de Operaciones comandado por Víctor de Navía Osorio y Bellet. Se trató del mayor contingente militar enviado al continente americano hasta la fecha, con el propósito de apoyar las campañas españolas en la guerra de Independencia de los EE. UU. En junio de 1787 fue nombrado capitán del puesto de Mobile en la Florida Occidental bajo soberanía española donde reprimió revueltas de los cimarrones. En 1793 le fue asignada una expedición naval para la el trazado de los mapas de la compleja y cambiante línea de costas de la bahía de Tampa. Además, de 1794 a 1794 fue encargado por el gobernador de la Luisiana española, barón Carondelet a patrullar la desembocadura del Mississippi. En 1795 fue nombrado capitán delfuerte de San Fernando de las Barrancas (actual Memphis, Tennessee).Con la renuncia española a esta región septentrional la Florida occidental con el tratado de San Ildefonso (1796) el fuerte fue desmantelado y Folch fue nombrado comandante de Pensacola y gobernador de Florida Occidental.
Ante la soberanía francesa de Luisiana a consecuencia del tratado de San Ildefonso (1800) procuró la mejora de los caminos ente la fronteriza Baton Rouge y Mobile. Además, mejoró la dotación de las guarniciones de Pensacola y Mobile. Además, alcanzó el rango de teniente coronel en 1802.
En 1804 organizó la expulsión con ciento cincuenta soldados de Pensacola de los filibusteros hermanos Kemper quienes, con apoyo de los EE. UU. pretendían ocupar Baton Rouge e iniciar una insurrección contra España.Esta fue una de las expresiones de la pretensión estadounidense de Florida occidental, que consideraban incluida en la compra de Luisiana (1803). Sin embargo, en 1810 ante la ocupación de la región de Baton Rouge de Florida occidental por EE. UU. a través de la República de Florida Occidental y la inestabilidad causada por el gobierno francés de España, Folch recibió órdenes de ceder la Florida Occidental hasta el río Pearl a los Estados Unidos. Folch fue ascendido a brigadier en 1810 y reemplazado por su yerno Francisco Maximiliano Saint Maxent La Roche.
Se trasladó a La Habana, sirviendo como segundo del Capitán General de Cuba. Fue nombrado Mariscal de Campo de los Reales Ejércitos Españoles y condecorado con la Gran Cruz de la Real y Militar Orden de San Hermenegildo. Murió en 1829 en La Habana.